# Iris tridentata
Iris tridentata är en irisväxtart som beskrevs av Frederick Traugott Pursh. Iris tridentata ingår i släktet irisar, och familjen irisväxter. Inga underarter finns listade i Catalogue of Life.